# Jason Beghe

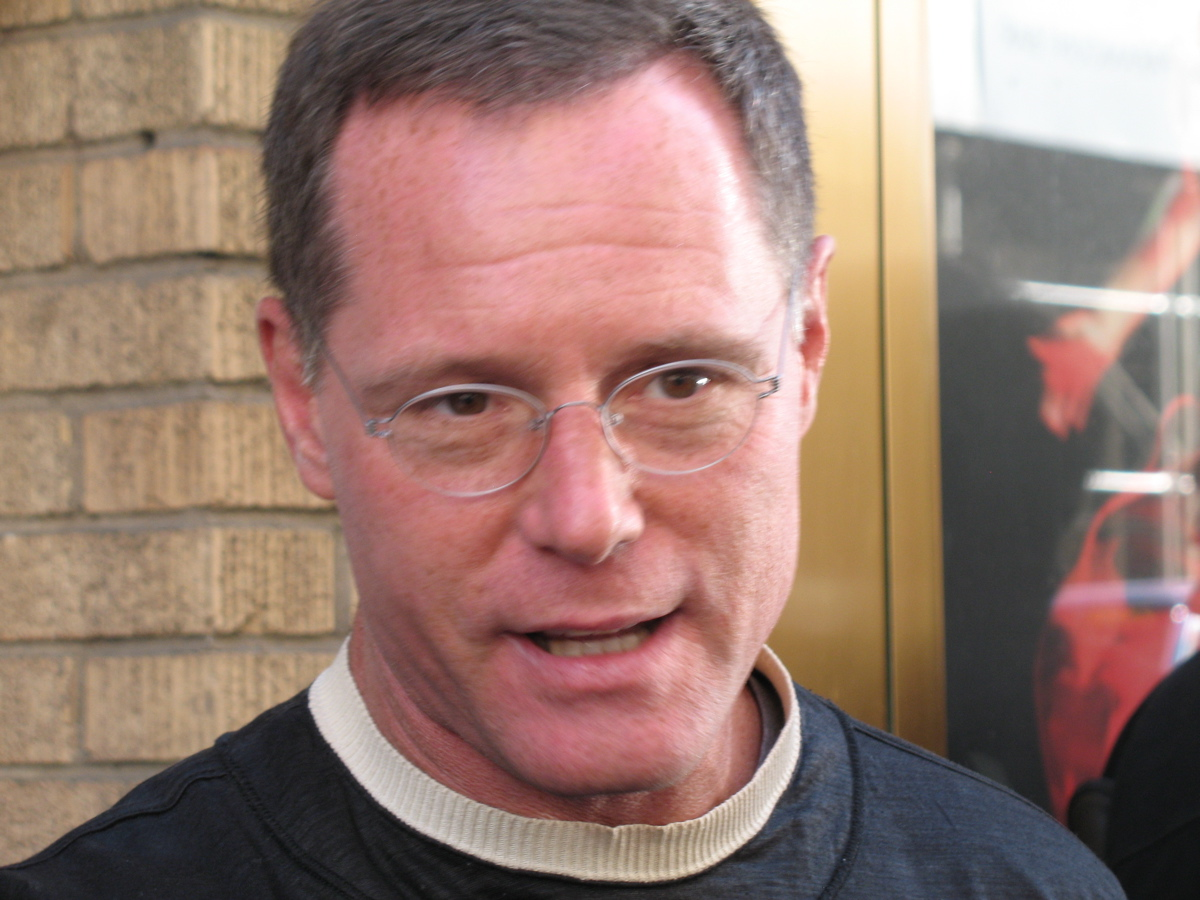
Jason Beghe (2008)

Jason Deneen Beghe (bəˈɡeɪ), (* 12. März 1960 in New York City) ist ein US-amerikanischer Schauspieler.

## Leben
Gemeinsam mit seinem Freund und späteren Kollegen David Duchovny besuchte er als Kind die Collegiate School in Manhattan, eine Privatschule für Jungen. Nachdem er eine Zeit lang als Model gearbeitet hatte, konnte er als Schauspieler im Film- und Fernsehgeschäft Fuß fassen. Beghe ist verheiratet und lebt in Los Angeles.
In der Rolle des homosexuellen Jeffrey Lindley, Leutnant bei der US-Navy, spielte er von Januar bis Dezember 1994 an der Seite von Doug Savant (der die Rolle des Matt Fielding spielte) in der Fernsehserie Melrose Place.
Beghe stand seit 1994 Scientology nahe und stieg nach seinem Eintritt in die Organisation in der internen Hierarchie zum Rang eines Operating Thetan Level V auf. Noch 2005 war er in einem Werbefilm für die religiöse Organisation zu sehen, zeitweise fungierte er als Sprecher der Organisation. Im Jahr 2007 verließ er Scientology. In einem Aufsehen erregenden Video, das Beghe auf YouTube veröffentlichte, erklärte er im Frühjahr 2008 seine Gründe für den Ausstieg und warnte vor der Organisation. Beghe galt in der Organisation als Vorzeigescientologe und ist der erste prominente Ehemalige, der sich öffentlich gegen sie wendet. 2015 trat er in Alex Gibneys Dokumentarfilm Scientology: Ein Glaubensgefängnis auf, in dem er über seine Erfahrungen mit der Sekte berichtete.
Seit 2014 verkörpert er Detective Sergeant Henry „Hank“ Voight seit mittlerweile 10 Staffeln in der Fernsehserie Chicago P.D.
Im November 2017 wurde berichtet, dass Beghes Verhalten 2016 bei Dreharbeiten zu Chicago P.D. untersucht worden war. Er wurde als übermäßig aggressiv empfunden und fiel durch beleidigende Kommentare auf. Beghe veröffentlichte eine Erklärung, in der er um Entschuldigung für sein Verhalten bat.
Im Dezember 2017 beantragte er nach 16 Jahren Ehe die Scheidung von seiner Frau, mit der er zwei Kinder hat.

## Filmografie (Auswahl)
- 1986: Dress Gray
- 1988: Der Affe im Menschen (Monkey Shines)
- 1989: Mord ist ihr Hobby (Murder, She Wrote, Fernsehserie, Folge 5x15)
- 1991: Thelma & Louise
- 1994: Melrose Place (Fernsehserie, Folge 50 bis 79 (26.01.-19.12.1994), als Jeffrey Lindley)
- 1994: Akte X – Die unheimlichen Fälle des FBI (The X-Files, Fernsehserie, Folge 1x20)
- 1994: Jimmy Hollywood
- 1995: Matlock (Fernsehserie, Folgen 9x15–9x16)
- 1997: Die Akte Jane (G.I. Jane)
- 1998: Akte X – Der Film (The X-Files)
- 1998: In guten wie in schlechten Tagen (To Have & to Hold, Fernsehserie, 13 Folgen)
- 2000: Runaway Virus
- 2000: When Andrew Came Home
- 2001: Blutige Indizien – Das Spiel mit dem Tod (Three Blind Mice)
- 2002: Kevin – Allein gegen alle (Home Alone 4)
- 2002: CSI: Den Tätern auf der Spur (CSI: Crime Scene Investigation, Fernsehserie, Folge 2x15)
- 2004: JAG – Im Auftrag der Ehre (JAG, Fernsehserie, Folge 10x02)
- 2006: CSI: NY (Fernsehserie, Folge 2x22)
- 2006: Criminal Minds (Fernsehserie, Folge 2x07)
- 2006: Veronica Mars (Fernsehserie, 2 Folgen)
- 2007: Numbers – Die Logik des Verbrechens (Numb3rs, Fernsehserie, Folge 3x13)
- 2008: Ein tödlicher Anruf (One Missed Call)
- 2009: Life (Fernsehserie, Folge 2x18)
- 2009, 2012–2013: Californication (Fernsehserie, 13 Folgen)
- 2010: 72 Stunden – The Next Three Days (The Next Three Days)
- 2010–2011: Castle (Fernsehserie, 2 Folgen)
- 2011: Navy CIS (NCIS, Fernsehserie, Folge 8x16)
- 2011: Law & Order: LA (Fernsehserie, Folge 1x10)
- 2011: X-Men: Erste Entscheidung (X-Men: First Class)
- 2012–2025: Chicago Fire (Fernsehserie, 25 Folgen)
- 2013: Phantom
- 2014: Wild Card – Eine Nacht in Las Vegas (Wild Card)
- 2014–2016: Law & Order: Special Victims Unit (Fernsehserie, 3 Folgen)
- seit 2014: Chicago P.D. (Fernsehserie)
- 2016–2025: Chicago Med (Fernsehserie, 4 Folgen)
- 2017: Chicago Justice (Fernsehserie, 3 Folgen)
- 2024: The Strangers’ Case